# ドゥブロヴニク

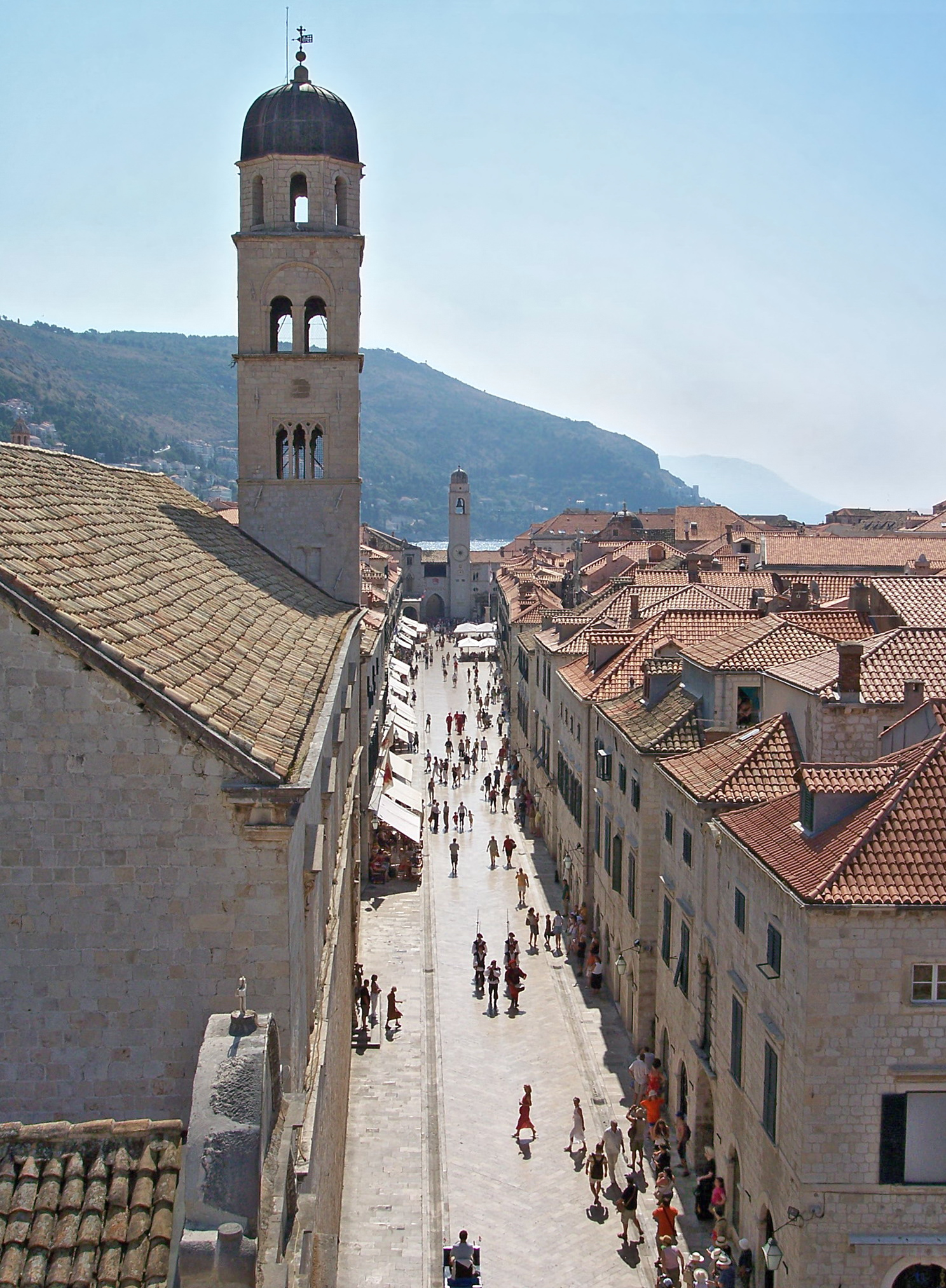
プラツァ通り

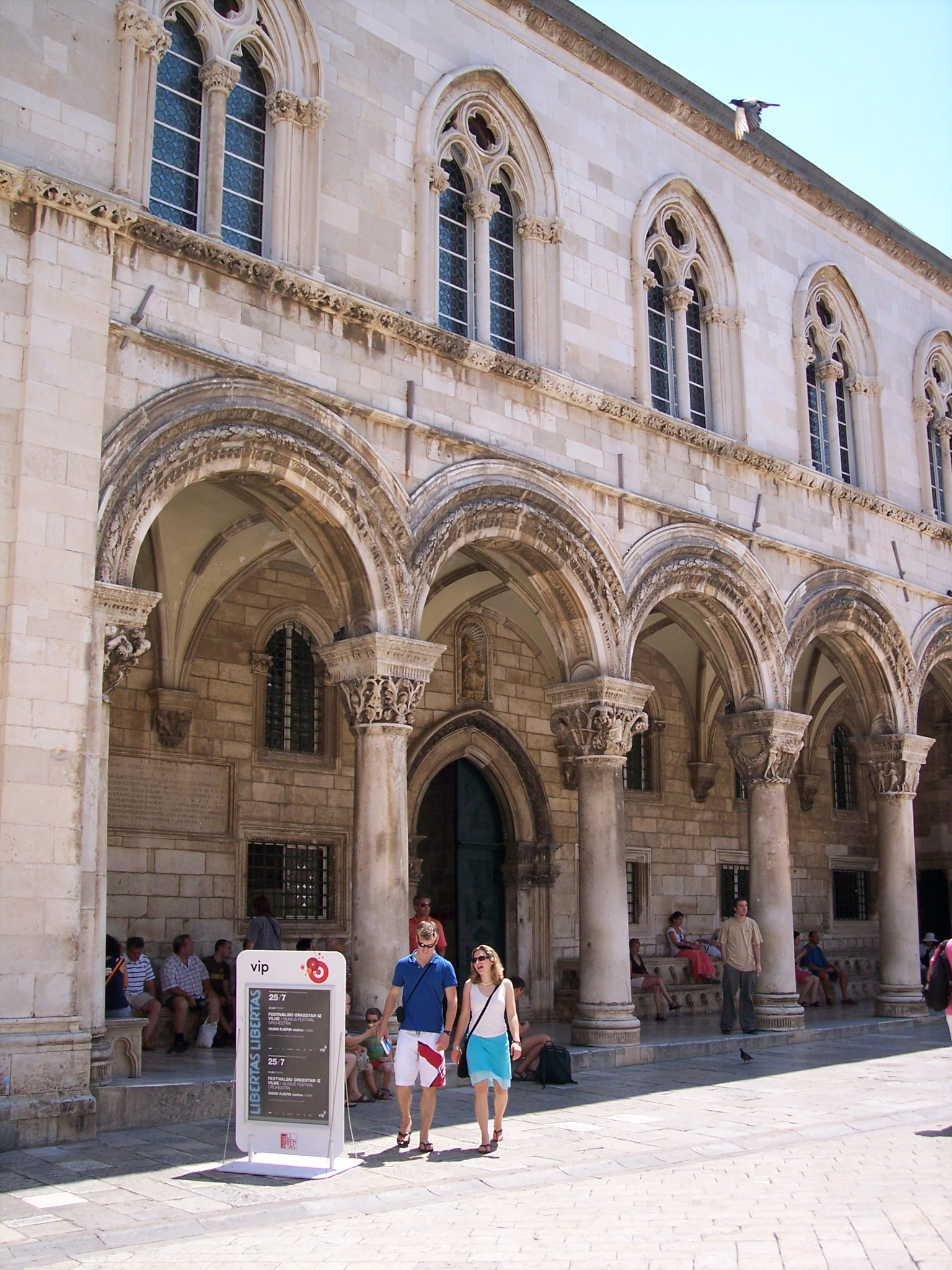
レクター宮殿

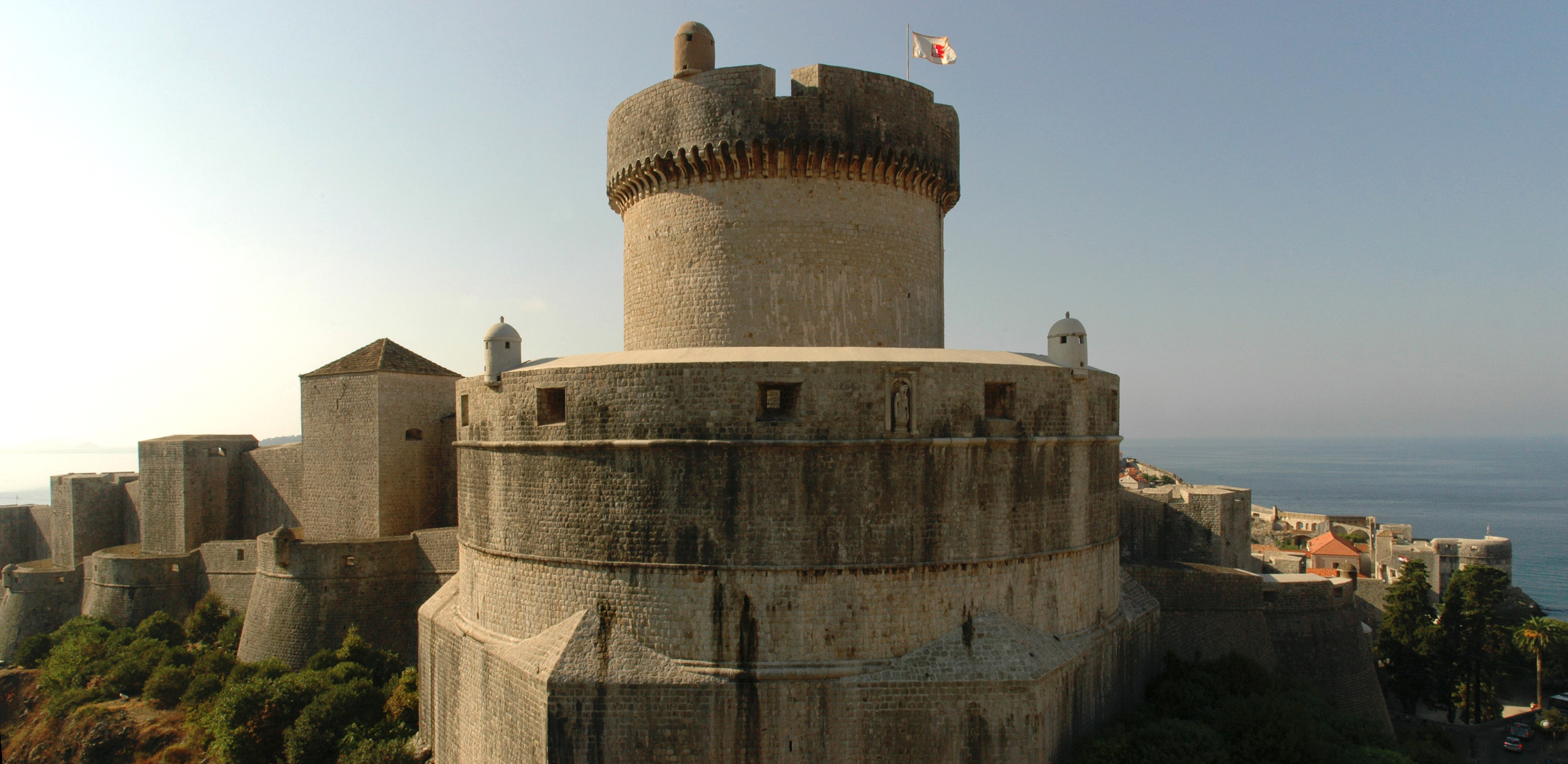
ミンチェタ要塞

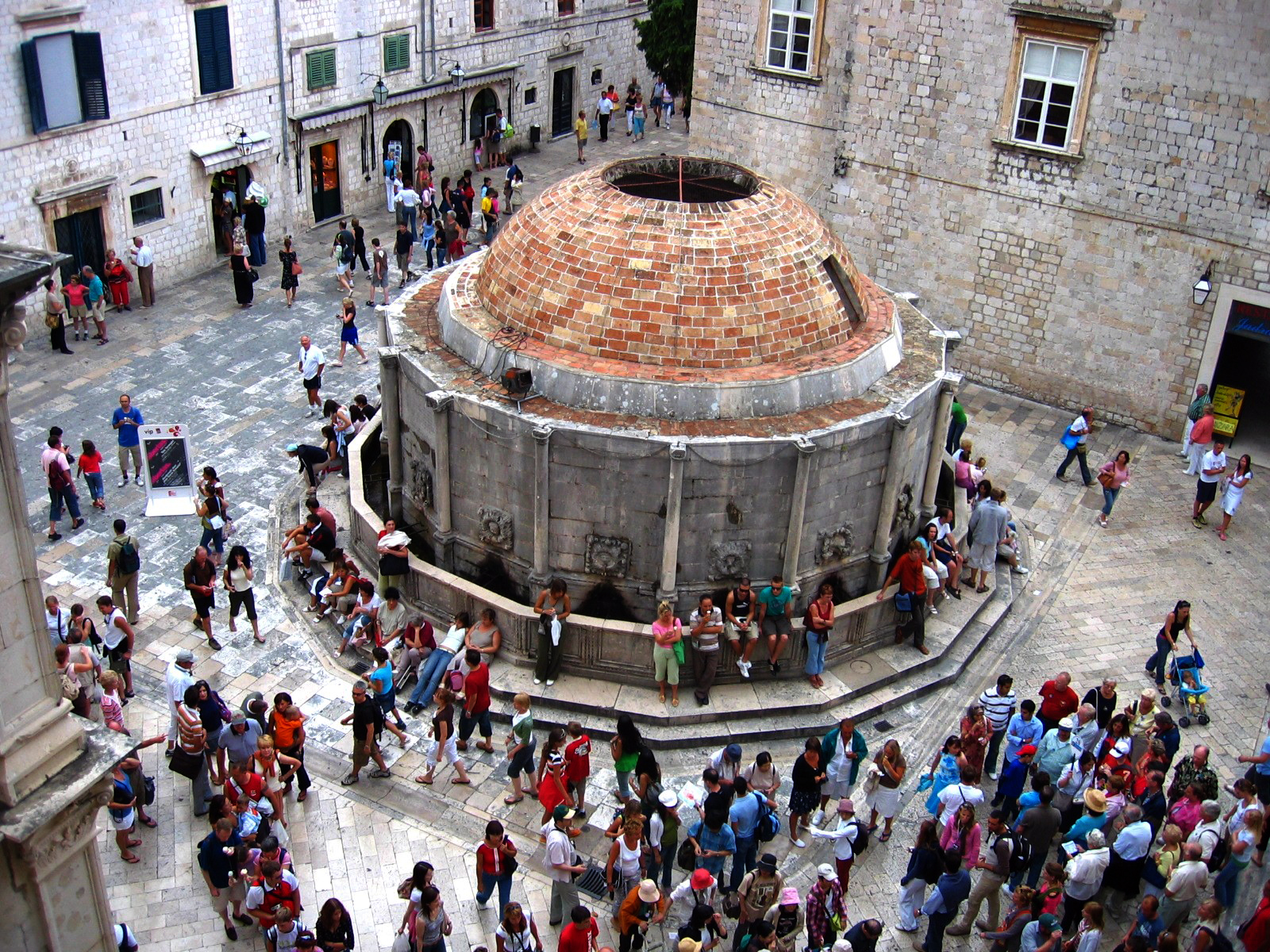
オノフリオの大噴水

ドゥブロヴニク（クロアチア語: Dubrovnik、イタリア語: Ragusa、ラテン語: Ragusium、ドイツ語: Ragusa, Ragus）は、クロアチア、アドリア海沿岸のダルマチア最南部に位置する都市および基礎自治体で、ドゥブロヴニク＝ネレトヴァ郡の郡都である。日本語でドゥブロブニク、ドブロブニク、ドブロヴニクとも表記される。ボスニア・ヘルツェゴビナの唯一の海港であるネウムが回廊状態で分断しているため、クロアチア本土の飛び地になっていた。しかし、2022年7月26日に本土側とペリェシャツ半島を結ぶペリェシャツ橋が開通し、両地区は国境を超えずに往来できるようになった。
1979年に世界遺産に登録された旧市街は「アドリア海の真珠」とも謳われる美しい町並みを誇る。アドリア海沿岸でも傑出した観光地であり、多数のクルーズ船が寄港する他、地中海各都市とフェリーで結ばれドゥブロヴニク＝ネレトヴァ郡の中心都市となっている。人口は2011年に行われた国勢調査で42,641人である。そのうち約28,000人はドゥブロヴニク市街に居住している。2001年の国勢調査ではクロアチア人は住民の88.39%を占めていた。
ドゥブロヴニクは歴史的に海洋貿易によって栄えた都市で、中世のラグーサ共和国はアマルフィ、ピサ、ジェノヴァ、ヴェネツィアなどとともに5つの海洋共和国に数えられ、アドリア海ではドゥブロヴニクのライバルとなりうる都市国家はヴェネツィア共和国だけであった。巧みな外交術と豊富な富に支えられ、15世紀から16世紀にかけてはとくに発展している。1970年代、戦争による破壊から守るために恒久的に非武装化されたが、1991年のユーゴスラビア崩壊に伴う紛争でセルビア・モンテネグロ勢力によって7か月間包囲（ドゥブロヴニク包囲）され、砲撃により多大な損害を蒙った。

## 歴史
町の起源は古くローマ帝国時代、あるいはそれ以前に溯るとされている。町のイタリア語名ラグーザは、当時のラテン語名「ラグシウム」に由来する。歴史的に7世紀ごろ、ラウス (Laus) と名付けられていた岩島に近くの都市エピダウロス (Epidaurus) からのダルマチア人の避難民が、スラヴ人の侵略から逃れるために成立したとされる他、8世紀からのビザンチンのバジリカや城壁の一部などの新たな考古学的な発見を基にした説もあり、従来からの説が異議を唱えられることもある。バジリカは当時、相当に大きな居住地が形成されていたことを示している。また、科学的な類似性によってラグーサは紀元以前に大規模な建築が行われた説も増えてきている。「ギリシャ説」は近年の発見によって増えてきており、ドゥブロヴニク港周辺での発掘で多くのギリシャ様式の遺物が発見されている。市内の主要道路の穴からは自然な砂が現れ、ラウス (Laus)、ラウサ島 (Lausa) 説は否定された。
アントゥン・ニチェティッチの『ドゥブロヴニク港の歴史』(Povijest dubrovačke luke) によれば、ドゥブロヴニクはギリシャ人船員によって成立されたとしている。鍵となる要素は古代船は1日あたり45-50海里の航海をし、夜間は休息と停泊するための砂浜が必要であったことである。停泊地の理想としては新鮮な水源が付近にあることであった。ドゥブロヴニクはその2つを兼ね備えており、ギリシャ人の居住地として知られたブドヴァとコルチュラ島の95海里離れた2つの地点を結ぶ中間に位置していた。

### ラグーサ共和国
東ゴート王国崩壊後、町はビザンティン帝国の下保護国の都市国家として沿岸部のセルビア人などと交流があった。十字軍の後、ラグーサはヴェネチア主権（1205年-1358年）のもとに入り、ダルマチアの都市として権利を得ている。1358年、ザダル平和条約が結ばれ、隷属関係にあったハンガリー王国から独立を果たし、自由独立都市となり、1418年に正式に共和国となる。14世紀からナポレオンによって占領される1808年までラグーサは自由国として存続した。15世紀から16世紀にかけて最盛期を迎え、ヴェネツィア共和国や他のイタリアの海洋都市国家がライバルとなった。1272年にラグーサ共和国は自治権を獲得し、ローマ法や地元の慣習を成文化している。法令には都市計画や公衆衛生上の検疫に関する規則も含まれていた。
ラグサ共和国の時代、この町ではイタリア系とスラヴ系の住民が一貫して共存し、ともに繁栄を支えていた。もともとイタリア系住民が住んでいた島の部分とスラヴ系住民の住む対岸の集落の間にある海峡を埋め立てることによって、両者の一体化はさらに進んだ。共和国では早い段階から現代的な法体系が整備されており、1301年には医療制度が確立しており1317年に現在でも営業している最初の薬局が開業している。1347年に養老院が1377年には隔離病棟が開かれた。1418年には奴隷貿易は廃止され、1432年に孤児院が開かれている。1436年に約20キロメートルの水道施設が完成している。
そもそもこの町は後背地であるボスニアやセルビアで産出される鉱石の積出港として栄えていたが、15世紀にオスマン帝国がバルカン半島の内部へと進出してくるとその宗主権を認め、ヴェネツィアがオスマン帝国とたびたび戦争状態に入り、その都度停滞したのとは裏腹に、かつてヴェネツィアが独占的に果たしていた東西交易の中での役割をより確かなものとしていった。貴族階級を含め、17世紀まで共和国の住人のほとんどはラテン由来の人々であったが、周辺部からクロアチア人が移住するようになった。同時期、スラヴ系とラテン系の住民が共住するようになり、スラヴの要素とルネサンス期のイタリア文化が影響しあい、ラグーサはクロアチア文学のゆりかごとなった。
共和国の経済は一部は土地の開発によってもたらされたが、大部分は海洋交易によるものであった。巧みな外交術は交易を助け、ラグーサの商品は自由に海を行き交い、都市には巨大な商船団が存在した。各地で居住地も発見されている。多くのスペインやポルトガルからのマラーノやユダヤ人をラグーサはひきつけた。1544年、ほとんどをポルトガルの難民で占めた船が着岸したとバルタサール・デ・ファリア (Balthasar de Faria) がジョアン王に報告している。隆盛を極めたラグーサ共和国であるが、1667年に発生した壊滅的な地震の後、アドリア海交易の不振と相まって徐々に衰退し始める。地震では5,000人を超える市民が死亡し、公共の建物のほとんどが損壊した。1699年、共和国はクロアチア本土にある2つの小区画の領地をオスマン帝国に売り、前へ進めるベネツィアの軍とオスマン軍との戦いに巻き込まれるのを避けた。今日、これらの土地はボスニア・ヘルツェゴビナに属しボスニア・ヘルツェゴビナでは唯一、アドリア海に接する町であるネウムである。
1806年、周辺部をナポレオンの軍隊に包囲され、ロシア・モンテネグロ艦隊の3,000発の砲撃によってラグーサ共和国は1か月の包囲に降伏した。ナポレオンの最初の要求は自らの軍隊の自由な通行で、領土の占領や圧力ではなく、フランスはラグーサの友人であるとした。しかしながらその後、フランスの軍は港を封鎖し共和国政府を強制し、市内へ軍を進めた。1808年、オーギュスト・マルモンはラグーサ共和国を廃し、ナポレオンの初の国家となるイタリア王国に統合され、フランス支配下のイリュリア州となる。

### オーストリア＝ハンガリー帝国
1814年1月29日、オーストリア＝ハンガリー帝国は町を占領し、ウィーン会議によってハプスブルク領ダルマチア王国の一部とされた。この時期の産業は限られており、いくらかの絹や皮革加工、酒造、油の生産などであった。週に3度、トルコのキャラバンが町のバザールにやってきた。ハプスブルク支配時の20世紀初期に観光開発が始まり、新たな港や1970年代まで存在したドゥブロヴニク市電が整備されている。フランツヨーゼフ1世やマクシミリアンの夏のヴィラが沖合いのロクルム島に築かれた。

### 1921年から1991年
第一次世界大戦後の1918年、オーストリア＝ハンガリー帝国が新たに後のユーゴスラビア王国となるスロベニア人・クロアチア人・セルビア人国の都市となる。都市の名称もラグーサからドゥブロヴニクに公式に変えられた。第二次世界大戦時にはナチスの傀儡国家であったクロアチア独立国の一部であった。イタリア陸軍が最初に占領しドイツ国防軍はその後、1943年9月8日に占領し始めている。1944年10月にチトー率いるパルチザンがドゥブロヴニクに入った結果、ユーゴスラビア社会主義連邦共和国の一部となる。パルチザンは市内に入ってすぐに、約78名の市民に対して裁判なしに死刑を宣告した。その中にはカトリックの聖職者も含まれていた。

### ユーゴスラビア崩壊
それまで観光客で賑わっていたドゥブロヴニクへの砲撃は1991年から1992年にかけて続いた。1991年はユーゴスラビアから相次いでクロアチアやスロベニアが独立を宣言した年で、クロアチア社会主義共和国は現在のクロアチア共和国へ名称が変わっている。1970年代の早い段階で、世界遺産に登録されている旧市街地は戦争による惨事から避けるため非武装化が行われたが、1991年の独立宣言後、ユーゴスラビア人民軍に残っていたセルビア・モンテネグロによって町が攻撃されている。
当時、モンテネグロの政権はセルビア人政府に忠誠を誓うモミル・ブラトヴィッチ (Momir Bulatović) が担っており、「ドゥブロヴニクがクロアチアに残ることは歴史的にモンテネグロの一部であるため容認できない」と宣言している。この宣言にもかかわらず、ドゥブロヴニク市内で多数を占めるのはクロアチア人でモンテネグロ人の居住者は少数であり、セルビア人は人口の6%を占めるだけであった。この要求にはミロシェビッチが送り込んだ民族主義者の大セルビア主義が関係している。
1991年10月1日にドゥブロヴニクにユーゴスラビア人民軍 (JNA) が攻撃を開始し、その後ドゥブロヴニク包囲が7か月間続いた。12月6日には最大の砲撃が行われ、19人が死亡し60人が負傷している。クロアチア赤十字社によれば、この攻撃によって114人が死亡したとされ、ドゥブロヴニク包囲では犠牲者に著名な詩人であるミラン・ミリシッチ (Milan Milisić) が含まれていた。海外メディアは旧市街の損害や人的犠牲を過度に批判した。紛争終結後は砲撃による旧市街の損害は復旧が進んだ。ユネスコのガイドラインに沿って忠実に元来の姿へと修復されている。2005年には最も被害を受けた箇所も復旧しており、紛争の被災地を示した地図を城門近くで見ることができる。旧ユーゴスラビア国際戦犯法廷でのJNAの大将や将校の起訴内容にはこの砲撃も含まれている。

## 言語
ドゥブロヴニクの公用語は1472年までラテン語が使用されていた。その後、ラグーサ共和国は公用語にラテン語と同系のロマンス諸語の一種であるラグーサ方言のダルマチア語を採用すると決め、議会での討議の場でのスラヴ語の使用は禁止された。上流階級 (Gospari) は自分たちの言葉を数世紀にわたって保持していたが、徐々に廃れていった。ラテン系の言葉が公用語として使われてはいたが、共和国のほとんどの地元住民はスラヴ語を使用していた。1698年の P. A. Tolstoj による記録に残されている。彼らは共和国に常に誇りを持っていたため、自分たちのことをラグーサ人を意味するラグーサン (Ragusan)、ラグセオス (Raguseos) と呼んだ。ダルマチア語は市内で話されていたが、イタリア語も話されており、ヴェネツィア語やトスカーナ方言の影響も強かった。

## 地区
- ボサンカ (Bosanka) 139人
- ブレセチネ (Brsečine) 99人
- チャイコヴィツァ (Čajkovica) 149人
- チャイコヴィチ (Čajkovići) 24人
- ドニェ・オブリェノ (Donje Obuljeno) 210人
- ドゥブラヴィツァ (Dubravica) 37人
- ドゥブロヴニク (Dubrovnik) 28,113人
- ゴルニェ・オブリェノ (Gornje Obuljeno) 121人
- グロマツァ (Gromača) 141人
- クリシェヴォ (Kliševo) 55人
- クネジツァ (Knežica) 120人
- コロチェプ (Koločep) 165人
- コマラツ (Komolac) 313人
- ロプド (Lopud) 249人
- ロジツァ (Lozica) 136人
- リュバチュ (Ljubač) 62人
- モコシツァ (Mokošica) 1,946人
- ムラヴィニャツ (Mravinjac) 80人
- ムルチェヴォ (Mrčevo) 86人
- ノヴァ・コシツァ (Nova Mokošica) 5,921人
- オラシャツ (Orašac) 625人
- オソイニク (Osojnik) 297人
- ペトロヴォ・セロ (Petrovo Selo) 22人
- ポブレジエ (Pobrežje) 121人
- プリイェヴォル (Prijevor) 441人
- ロジャト (Rožat) 339人
- スジュラジュ (Suđurađ) 203人
- スステイェパン (Sustjepan) 306人
- シパンスカ・ルカ (Šipanska Luka) 211人
- シュメト (Šumet) 173人
- トルステノ (Trsteno) 221人
- ザトン (Zaton) 1,001人

## 交通

赤線がペリェシャツ橋の予定ルート

ドゥブロヴニク市内にはドゥブロヴニク空港があり、中心部から20キロメートルほど離れたコナヴレのチリピ (Čilipi) 近くに位置する。国際空港からは欧州各都市へアクセスすることが可能で、多くの観光客の玄関口となっている。空港とドゥブロヴニク旧市街やクロアチア各都市や近隣国とを結ぶ長距離バスターミナルがあるグルージュ (Gruž) へはバスが運行されている。深夜まで走り、市内の路線網がよく整備された高頻度な路線バスも運行されている。しかしながら、ドゥブロヴニクには他のクロアチアの主要都市とを結ぶ鉄道路線がない。1975年まではボスニア・ヘルツェゴビナの主要都市であるモスタルや首都サラエヴォまで、オーストリア＝ハンガリー帝国時代に建設された軌間760mmの狭軌鉄道が運行されていた。今日、ボスニア・ヘルツェゴビナへの交通手段は路線バスや車などしかない。ザグレブ、ラヴチャ (Ravča) を結ぶA1ハイウェーがドゥブロヴニクへ延長される計画もある。
ボスニア・ヘルツェゴビナ領内を経由しないルートとして、本土側とペリェシャツ半島を結ぶペリェシャツ橋の架橋が計画されるが、将来ネウムに貨物港を建設した際に貨物船の高さが制限されることになるためボスニア・ヘルツェゴヴィナが反対し、資金的な問題もあって難航した。ボスニア・ヘルツェゴビナ領内を通過する高速道路の建設についてボスニア・ヘルツェゴビナ政府と交渉することも検討されたが、2013年7月からクロアチアが欧州連合に加盟することから国境の管理問題がある。2018年7月30日に中国の路橋建設の施工によるペリェシャツ橋の建設が開始され、2022年7月26日に開通した。

## 教育
ドゥブロヴニクは多くの教育機関も立地しており、ドゥブロヴニク国際大学やドゥブロヴニク大学などの大学の他、海員学校、観光専門校、ザグレブ大学大学院の研究所、アメリカンカレッジの経営や技術学部、クロアチア科学芸術アカデミーの歴史研究所などがある。

## 気候
ドゥブロヴニク周辺の気候は典型的な地中海性気候の一種に属し、穏やかで雨が多い冬と乾燥した夏をもつ。しかしながら、特徴的な風や雷が起こりやすいなど他の地中海性気候とは異なる。10月から4月にかけてアドリア海からはボーラが吹きつけ、年間を通して雷が発生しやすい。夏でも、風が起これば天候が崩れやすい。気温は地域や地区により若干異なる。通常、7月と8月の昼間の最高気温は29℃で、夜間の最低気温は21℃である。春や秋はさらに快適で、最高気温は20℃から28℃までの間を推移する。
| ドゥブロヴニクの気候                                                                      | ドゥブロヴニクの気候 | ドゥブロヴニクの気候 | ドゥブロヴニクの気候 | ドゥブロヴニクの気候 | ドゥブロヴニクの気候 | ドゥブロヴニクの気候 | ドゥブロヴニクの気候 | ドゥブロヴニクの気候 | ドゥブロヴニクの気候 | ドゥブロヴニクの気候 | ドゥブロヴニクの気候 | ドゥブロヴニクの気候 | ドゥブロヴニクの気候 |
| 月                                                                                        | 1月                  | 2月                  | 3月                  | 4月                  | 5月                  | 6月                  | 7月                  | 8月                  | 9月                  | 10月                 | 11月                 | 12月                 | 年                   |
| ----------------------------------------------------------------------------------------- | -------------------- | -------------------- | -------------------- | -------------------- | -------------------- | -------------------- | -------------------- | -------------------- | -------------------- | -------------------- | -------------------- | -------------------- | -------------------- |
| 平均最高気温 °C （°F）                                                                    | 13.2 (55.8)          | 13.3 (55.9)          | 14.4 (57.9)          | 16.9 (62.4)          | 21.3 (70.3)          | 25.2 (77.4)          | 28.8 (83.8)          | 28.9 (84)            | 25.4 (77.7)          | 21.4 (70.5)          | 16.6 (61.9)          | 13.3 (55.9)          | 19.7 (67.5)          |
| 平均最低気温 °C （°F）                                                                    | 7.0 (44.6)           | 7.4 (45.3)           | 8.5 (47.3)           | 10.9 (51.6)          | 15.2 (59.4)          | 18.8 (65.8)          | 22.7 (72.9)          | 22.5 (72.5)          | 18.7 (65.7)          | 15.2 (59.4)          | 10.8 (51.4)          | 7.8 (46)             | 13.5 (56.3)          |
| 降水量 mm （inch）                                                                        | 95.2 (3.748)         | 89.2 (3.512)         | 97.7 (3.846)         | 90.9 (3.579)         | 76.1 (2.996)         | 48.6 (1.913)         | 24.1 (0.949)         | 59.0 (2.323)         | 78.7 (3.098)         | 109.9 (4.327)        | 141.0 (5.551)        | 125.3 (4.933)        | 1,035.7 (40.776)     |
| 平均降水日数                                                                              | 11.2                 | 10.9                 | 11.6                 | 11.2                 | 9.5                  | 6.7                  | 4.4                  | 4.5                  | 6.4                  | 10.3                 | 11.3                 | 12.5                 | 110.5                |
| 平均月間日照時間                                                                          | 127.1                | 130.5                | 155.0                | 186.0                | 251.1                | 294.0                | 356.5                | 347.2                | 261.0                | 204.6                | 108.0                | 99.2                 | 2,520.2              |
| 出典：World Meteorological Organization (UN), climatetemp.info for data of sunshine hours |                      |                      |                      |                      |                      |                      |                      |                      |                      |                      |                      |                      |                      |

- 年平均降雨日 109.2日
- 年間日照時間 2,629時間
- 1日の平均日照時間 7.2時間

## 姉妹都市
- グラーツ、オーストリア
- バート・ホンブルク、ドイツ
- ヘルシンボリ、スウェーデン
- ヴコヴァル、クロアチア
- ラヴェンナ、イタリア
- モントレー、アメリカ合衆国
- リュエイユ＝マルメゾン、フランス

## 文化・世界遺産
町は城壁で囲まれている。
毎年夏、45日間にわたりコンサートや競技会などを含んだドゥブロヴニクサマーフェスティバルが開催される。2月3日はドゥブロヴニクの守護聖人であるブラシウスの祝日で、大きなパレードや祝祭が数日間続く。
旧市街は1988年から1990年まで流通した50000ユーゴスラビア・ディナール紙幣及び1994年から2022年末まで流通した50クーナ紙幣の裏側に描かれている。聖ブラシウスの像は市内の周辺で見ることができる。ブラシウスはヴェネツィアへの福音者マルコと同様に重要で、旧市街にある大きな教会のひとつである聖ブラホ教会の名称にもちなんでいる。
アルボレトゥム・トルステノ (Arboretum Trsteno) は世界で最古の植物園で、1492年以前に遡る。また、ヨーロッパでは3番目に古い薬局があり、1317年から現在まで営業しているなど、旧市街地は古い建造物を誇る。イギリスの劇作家ジョージ・バーナード・ショーは1929年にドゥブロヴニクを訪れ、「この世の天国が見たければ、ドゥブロヴニクに行かれよ」と述べている。
ドゥブロヴニク湾には72ヘクタールの木に覆われたロクルム島があり、伝説によれば1192年リチャード1世が難破した後、岸にたどり着いたとされている。現在、島には城壁や植物園、ナチュラリストビーチがある。
1667年の大震災ではドゥブロヴニクのルネサンス期の建物が少数だけ残ったが、幸いなことに建築遺産としては十分に残っている。ルネサンス期の遺産で最も輝かしいものは、16世紀以来のスポンザ宮殿であり、現在は公文書館として使われている。レクター宮殿 (Rector) はゴシック・ルネサンス様式の建物で、優美な曲線と絢爛豪華な階段を有する。現在、レクター宮殿は博物館として使われており、建物のファサードは1993年から2002年にかけて発行された50クーナ紙幣に旧市街とともに描かれている。聖サヴィオゥール教会はルネサンス期の名残を留め、その隣には多くの観光客が訪れるフランシスコ会修道院がある。フランシスコ会修道院の図書館には30,000冊の蔵書、22のインキュナブラ、1,500もの貴重な手書きの文書が保管されている。ここには15世紀の銀と金メッキのクロスや銀の香炉、18世紀のエルサレムの十字架も含まれる。ドゥブロヴニクではもっとも敬愛されている聖ブラシウス教会（聖ヴラホ教会）は18世紀に建てられた。ドゥブロヴニクのバロック様式の大聖堂は18世紀に建てられ、聖ブラシウスの聖遺物とともに象徴的である。ドミニコ会修道院は城壁の外側に似た風貌であるが、内側にはゴシック・ロマネスク様式の教会と美術館がある。ドミニコ会修道院の貴重な財産は図書館に保管された220以上のインキュナブラや手書きの写本・図絵で、アーカイブにこれらの貴重な遺産が保管されている。ドゥブロヴニクの顔でもあるドゥブロヴニク城壁は周囲約1,900メートルあり、厚さ5メートル、高さ20メートルの堅牢な市壁である。最初に造られたのは7世紀とされるが、今日見られるのは主に12世紀から17世紀にかけて造られたものである。
- ドゥブロヴニク旧市街
  - ピレ門
  - プラツァ通り（ピレ門から続く石畳のメインストリート）
  - ドミニカ修道院（宗教博物館）
  - フランエヴァッキ修道院
  - スポンザ宮殿（ブローデルが『地中海』を書くのにインスピレーションを得たとされる古文書館〈7,000巻の手稿本、10万点の法令文〉はこの宮殿の2階にある）
  - ルザ広場
  - 司教宮殿（歴史博物館）
  - 聖イヴァン砦（海洋博物館）
  - 聖ヴラホ（ブラシオス）教会
  - 聖イグナチオ教会 - アンドレア・ポッツォによる設計[33]。
  - 大聖堂
  - 城壁（旧市街を囲んでいる。通行でき、カフェや展望台もある。内戦で甚大な被害を受けた。）

### 登録基準
この世界遺産は世界遺産登録基準のうち、以下の条件を満たし、登録された（以下の基準は世界遺産センター公表の登録基準からの翻訳、引用である）。
- (1) 人類の創造的才能を表現する傑作。
- (3) 現存するまたは消滅した文化的伝統または文明の、唯一のまたは少なくとも稀な証拠。
- (4) 人類の歴史上重要な時代を例証する建築様式、建築物群、技術の集積または景観の優れた例。

## ゆかりの人物
- ルジェル・ヨシプ・ボスコヴィッチ - イエズス会司祭、天文学者、物理学者、数学者
- テレザ・ケソヴィヤ - 歌手
- エミル・スパヒッチ - プロサッカー選手
- アンテ・トミッチ - プロバスケットボール選手
- マリオ・ヘゾンジャ ‐ プロバスケットボール選手
- マリン・ドルジッチ - 劇作家

## イメージ

### ギャラリー

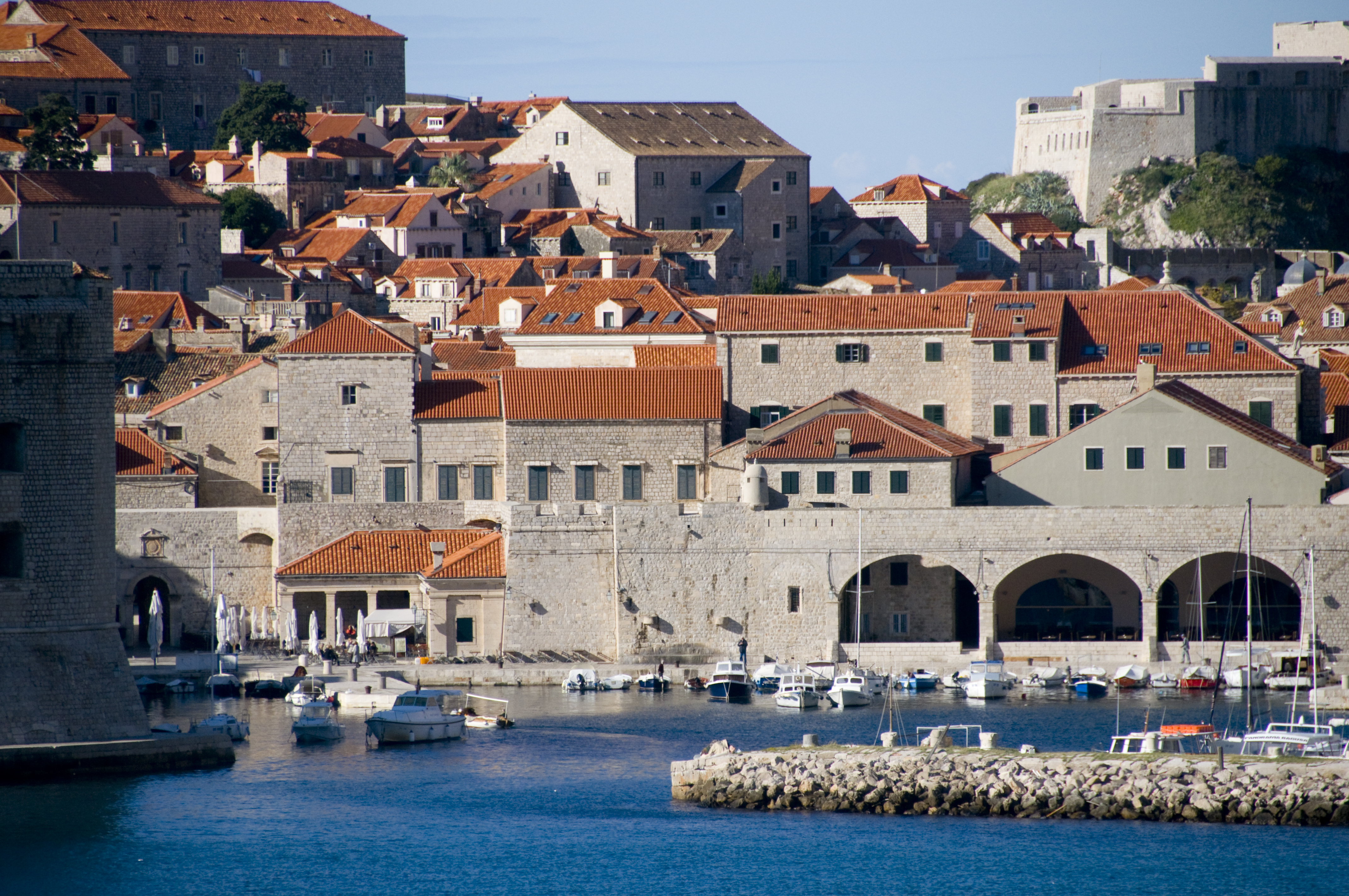
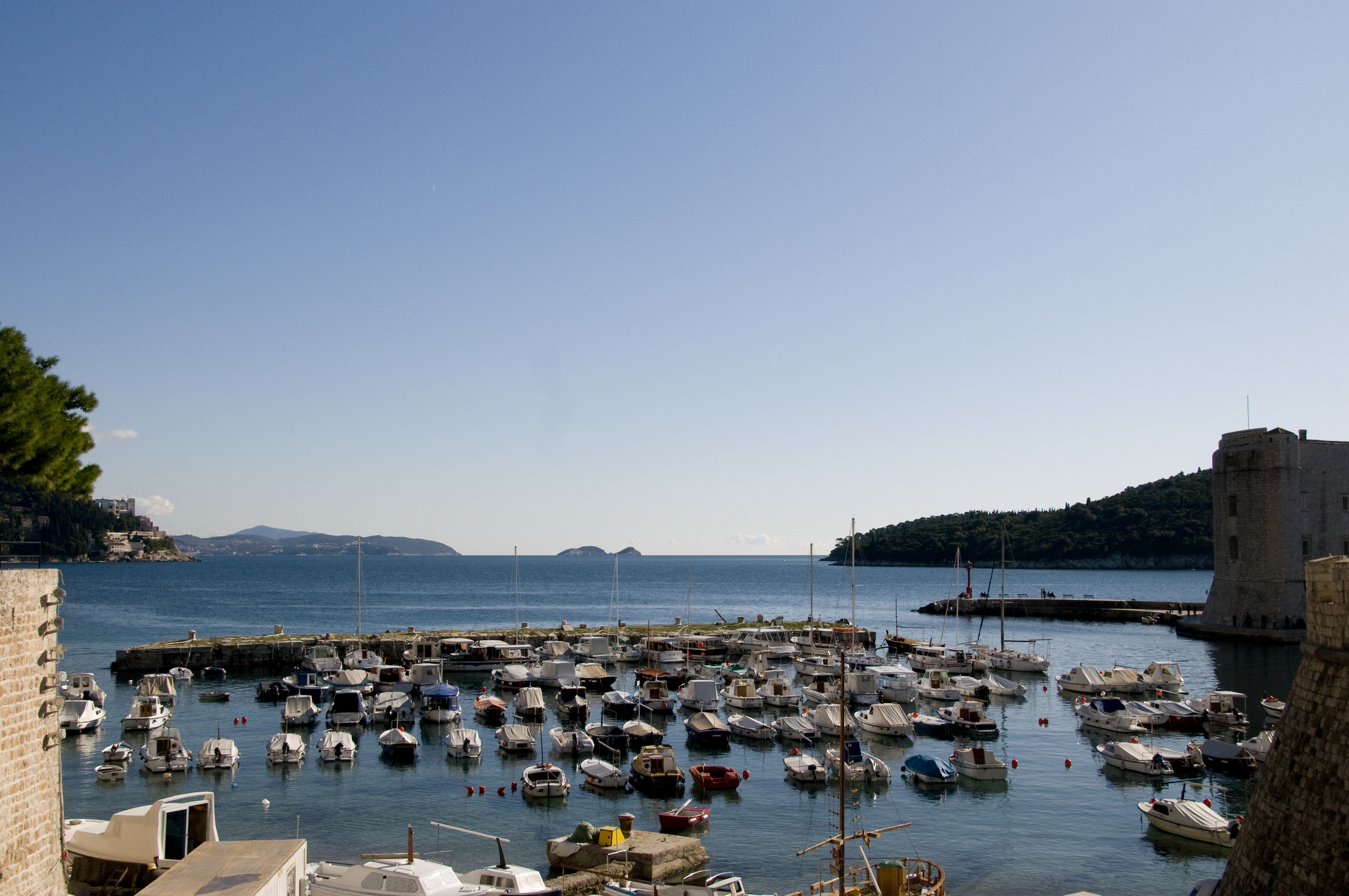
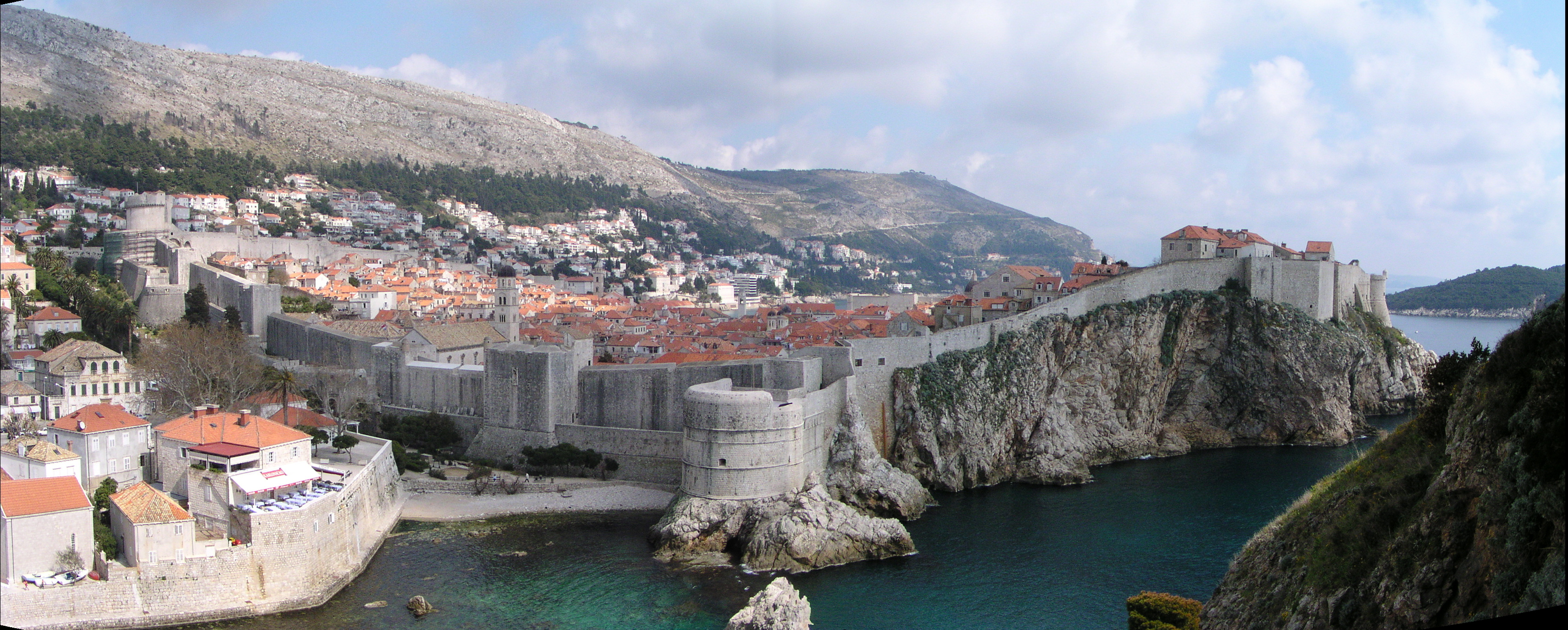
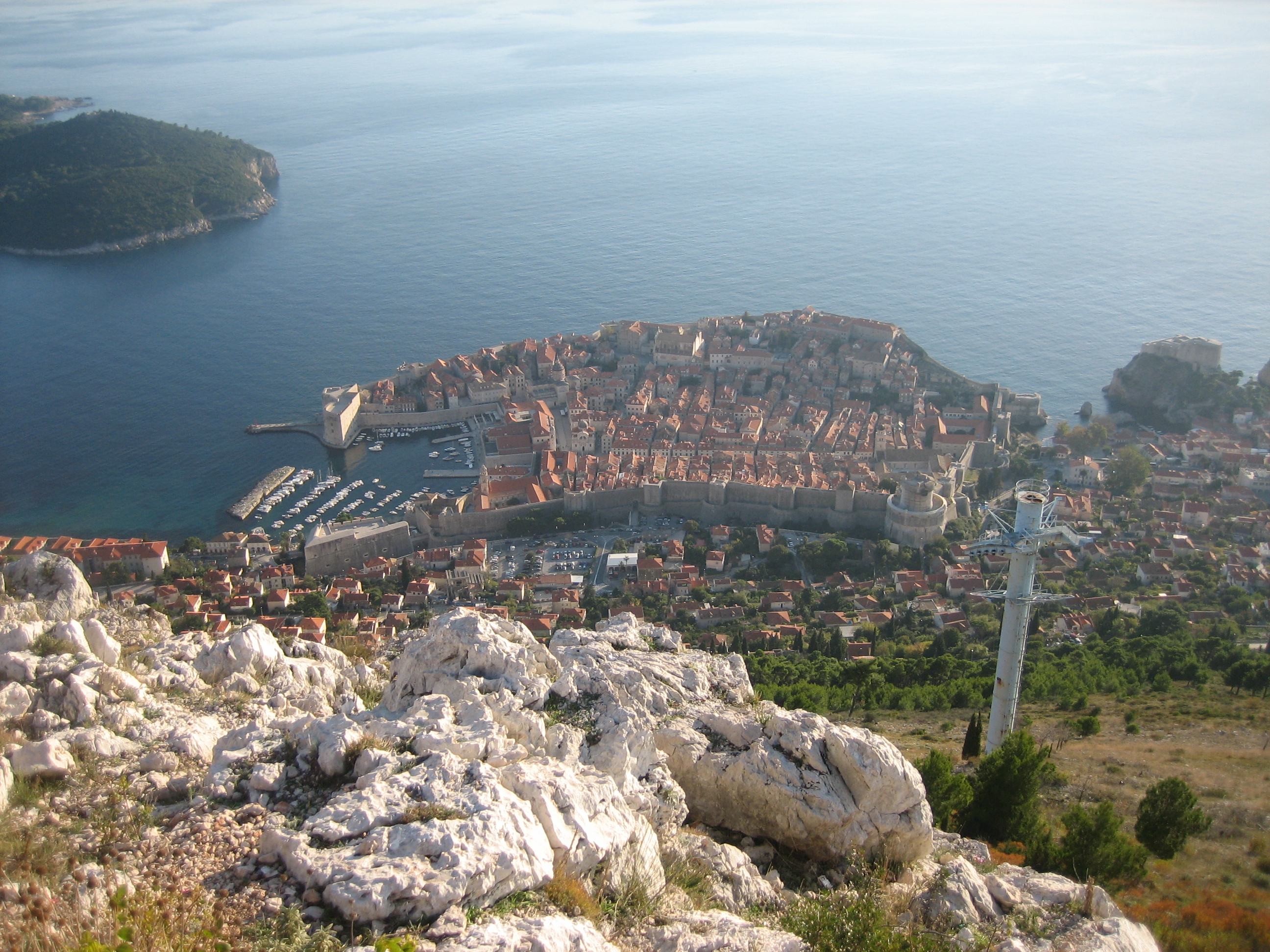
スルジ山からの眺め